# Ullesthorpe
 (octobre 2023).
Ullesthorpe est une paroisse civile et un village du Leicestershire, en Angleterre.